# Patriarcat de Lisboa
El Patriarcat de Lisboa (portuguès: Patriarcado de Lisboa; llatí: Patriarchatus Lisbonensis o Ulixbonensis) és una seu metropolitana de l'Església catòlica a Portugal. El 2012 comptava amb 1.870.000 fidels d'una població de 2.236.000 habitants. Actualment està regida pel Patriarca cardenal Manuel José Macário do Nascimento Clemente, qui té com a títol D. Manuel III, 17è Patriarca de Lisboa. Els bisbes auxiliars de Lisboa són Joaquim Augusto da Silva Mendes, S.D.B., (bisbe titular de Caliábria), José Augusto Traquina Maria (bisbe titular de Lugura) i Nuno Brás da Silva Martins (bisbe titular d'Elvas).
El títol de Patriarca és atribuït al prelat de Lisboa des de 1716. El Patriarcat va ser erigit inicialment com a diòcesi al segle iv. El 10 de novembre de 1394 la diòcesi de Lisboa va ser elevada a la condició d'arxidiòcesi metropolitana, i a Seu Patriarcal el 7 de novembre de 1716, sent la màxima dignitat honorífica atribuïda per l'Església Catòlica a una arxidiòcesi. Per la dignitat Patriarcal de l'arquebisbe de Lisboa, aquest sobrepassa finalment en importància l'arquebisbe de Braga qui, amb el títol de Primat de les Espanyes, va ser fins al 1716 el clergue de major dignitat de Portugal.
Per un privilegi concedit per una butlla pontifícia el Patriarca de Lisboa sempre és creat cardenal pel Papa en el primer consistori celebrat amb posterioritat a la seva elevació a la prelatura lisboense o, en cas que existeixi un Cardenal-Patriarca Emèric, després que aquest perdi la seva condició de cardenal elector. Després de la creació al títol de Cardenal, el Patriarca de Lisboa adopta el títol de Cardenal-Patriarca. És un dels pocs Patriarcats residencials de l'Església Catòlica de ritu llatí, conjuntament amb el Patriarcat de Venècia i el Patriarcat Llatí de Jerusalem, existint només un Patriarcat titular, el Patriarcat de les Illes Orientals.

## Territori
El Patriarcat comprèn les subregions portugueses de la Gran Lisboa i de l'Oest.
La seu patriarcal és la ciutat del Lisboa, on es troba la catedral de Santa Maria Major. A la capital portuguesa, a més, es troben tres basíliques menors: Nostra Signora dei Martiri, Nostra Senyora i Sant Antoni i Sagratíssim Cor de Jesús d'Estrela. Al territori hi ha, a més, dos monuments eclesiàstics reconeguts com a patrimoni de la humanitat: el monestir d'Alcobaça i el monestir dos Jerónimos.
Des del 1998 la cúria patriarcal és instal·lada al monestir de São Vicente de Fora.

### Vicariats
El territori s'estén sobre 3.735 km² i està dividit en 284 parròquies, des del 2011 reagrupades en 17 vicarias i 3 zones pastorals:
- zona Lisboa: vicariats de Lisboa centre, Lisboa oriental, Lisboa occidental, Lisboa nord;
- zona Termo: vicariats d'Alenquer, Amadora, Cascais, Loures-Odivelas, Oeiras, Sacavém, Sintra, Vila Franca de Xira-Azambuja;
- zona Oest: vicariats d'Alcobaça-Nazaré, Caldas da Rainha-Peniche, Lourinhã, Mafra, Torres Vedras.

### Província eclesiàstica
La província eclesiàstica de Lisboa comprèn les següents diocesis sufragànies:
- Bisbat d'Angra;
- Bisbat de Funchal;
- Bisbat de Guarda;
- Bisbat de Leiria-Fàtima;
- Bisbat de Portalegre-Castelo Branco;
- Bisbat de Santarém;
- Bisbat de Setúbal.

## Història

### Orígens
Una antiga tradició parla de Veríssimo, Máxima i Júlia, com a màrtirs lisbonenses en la persecució de Dioclecià (finals del segle iii fins al segle iv). La veritat és que mig segle més tard, ens trobem amb la diòcesi presidida per Potamio, primer bisbe conegut, que va intervenir en les controvèrsies doctrinals del cristianisme de llavors (arrianisme).
Al segle v, van arribar els bàrbars. Sota la monarquia visigoda, els bisbes de Lisboa van participar en diversos concilis de Toledo, de Viarico l'any 633 i Landry l'any 693. Com va succeir a tot arreu, data a partir d'aquest moment la descentralització del culte, des de la ciutat al camp dels voltants, creant-se les primeres parròquies rurals.
De principis del segle viii a la meitat del xii, Lisboa estava sota el domini musulmà. No se sap res de cap dels bisbes d'aquest període, però va seguir existint cristians a la ciutat i al seu territori. En el moment de la presa de Lisboa als moros en 1147, hi va haver un bisbe mossàrab a Lisboa.
Després de la conquesta, la diòcesi va ser restaurada i el primer bisbe va ser l'anglès Gilberto de Hastings, membre dels croats. Lisboa va quedar oficialment lligada (sufragània) a l'arxidiòcesi de Santiago de Compostel·la fins al final del segle xiv. Es va construir la catedral, el lloc on estava la mesquita i potser anteriorment la catedral visigòtica, al voltant de l'any 1150, sent l'únic monument romànica que queda a la capital.
La Catedral va tenir el seu Capítol de canonges que van donar suport al bisbe i va mantenir una escola capitular. A aquesta escola estudiaria de nen sant Antoni de Lisboa, vers el segle xiii. A més de la catedral i les parròquies que es van assentar ràpidament, probablement de les comunitats mossàrabs vells, Lisboa va veure erigir-se per iniciativa d'Afonso Henriques el monestir de Sant Vicenç de Fora (en quedar-se fora de les muralles). Sant Vicenç va ser martiritzat a València al segle iv, i les seves relíquies van ser llavors molt venerades pels mossàrabs al cap de l'Algarve que porta el seu nom. El primer rei portuguès va ordenar que fossin portats a Lisboa, sent guardat a Seu. Aquest monestir va ser un important centre cultural i també va formar a sant Antóni.
En 1289 el Bisbe D. Domingos Jardo va fundar el Col·legi de Sants Paul, Eloi i Climent, per a l'ensenyament dels cànons i teologia. Poc després, i amb intermitències fins al segle xvi, Lisboa tenia una meravellosa Universitat fundada per D. Dinis, amb el suport del clergat. A la Universitat només s'ensenyava teologia a partir del segle xv, sent administrada pels convents dels dominics i franciscans, erigides en el segle xiii. En la segona dècada d'aquest segle, va néixer a Lisboa Pedro Julião, més tard Papa amb el nom de Joan XXI (1276 - 1277).

### Elevació a arxidiòcesi

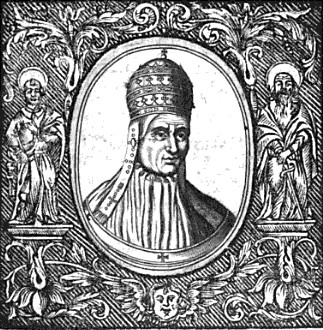
El papa Bonifaci IX, responsable de l'elevació de la diòcesi de Lisboa a la condició d'arxidiòcesi.

L'elevació a la dignitat de la catedral de l'arquebisbe va tenir lloc el 1394 mitjançant la butlla In eminentissimae dignitatis de Bonifaci IX, i el seu primer arquebisbe va ser D. João Anes (1394-1402), i com a sufragànies Évora, Guarda, Lamego i Silves, a les que es van unir al segle següent altres diòcesis d'ultramar.
Al segle xvi, el cardenal Enric, arquebisbe de Lisboa, aplicà a la diòcesi els decrets reformadors del Concili de Trento, i va ser responsable de la fundació del seminari diocesà de Santa Catarina, en 1566. Va ser un lloc modest i els seus estudiants va assistir a les classes del gran col·legi jesuïta de Sant Antoni.
Eren temps d'intensa vida religiosa, alimentada per moltes congregacions i associacions de pietat i caritat religioses, vinculats a monestirs, convents i parròquies: la primera Misericòrdia va ser fundada el 1498 en una capella del claustre de la seu de Lisboa. Des de finals del segle XV no es van permetre les diferències religioses al país, però les missions a ultramar constantment demanant treballadors. Eren exemples sant Joan de Brito (Índia) i el pare Antonio Vieira (Brasil), tots dos jesuïtes.

### Elevació a Patriarcat

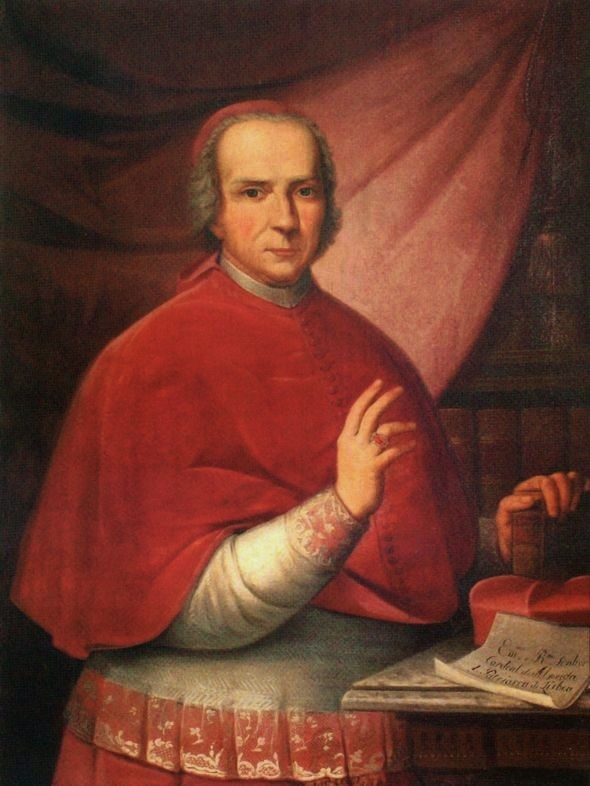
D. Tomás de Almeida, el primer Patriarca de Lisboa.

Després de la creació de la parròquia Capella Reial el 1709, la seva elevació a Col·legiata sota l'advocació de Sant Tomàs per la butlla Apostolatus ministeri de Climent XI de l'1 de març de 1710, i d'haver estat elevada a Església Metropolitana i la Basílica patriarcal, dedicada a Nostra Senyora de l'Assumpció, mitjançant la butlla En suprem apostolatus solio de Climent XI, el 7 de novembre de 1716, la ciutat de Lisboa i de la diòcesi es divideix en dues parts: el Patriarcat de Lisboa Oest amb seu a la capella reial, amb el títol de Santa Església Patriarcal, i l'arquebisbat de Lisboa Oriental, amb seu a l'antiga Catedral de Lisboa. La butlla és coneguda com a "butlla d'or" perquè el segell va ser posat sobre un disc d'or en comptes de sobre un de plom.
El 3 de gener de 1718, per la butlla Gregis dominici cura", Climent XI va establir les seves diòcesis sufragànies: Lamego, Leiria, Funchal i Angra, pel Patriarcat de Lisboa Oest; i Guarda, Portalegre, Cap Verd, São Tomé i Congo, a l'Arquebisbat de Lisboa Oriental.
Durant el període, mentre que l'Arquidiócesis de Lisboa, l'arquebisbe solia tenir com a vicari general d'un bisbe d'anell de poder assistir i reemplaçar si calia, tant per a les funcions pontificals com jurisdiccionals. Com avui en dia en el cas dels bisbes auxiliars, es tractava d'un bisbe nomenat per la Santa Seu, titular d'una antiga diòcesi, que per manca de competència territorial, mantenia les insígnies episcopals. Amb la qualificació patriarcal, D. Tomás de Almeida va demanar que el seu vicari general fos elevat a arquebisbe, petició a la que Climent XI acceptà el 3 d'octubre de 1718, amb la clàusula «pro hac vice tantum, et dummodo hujusmodi concessio non transeat in exemplum». No obstant això, malgrat la clàusula, el títol d'arquebisbe va ser atorgat a tots els Vicaris general, inicialment amb el títol de Lacedemònia i més tard amb la creació del Regne de Grècia en 1832 que, precisament incloia Lacedemònia, el títol se substituí pel de l'arxidiòcesis de Mitilene.

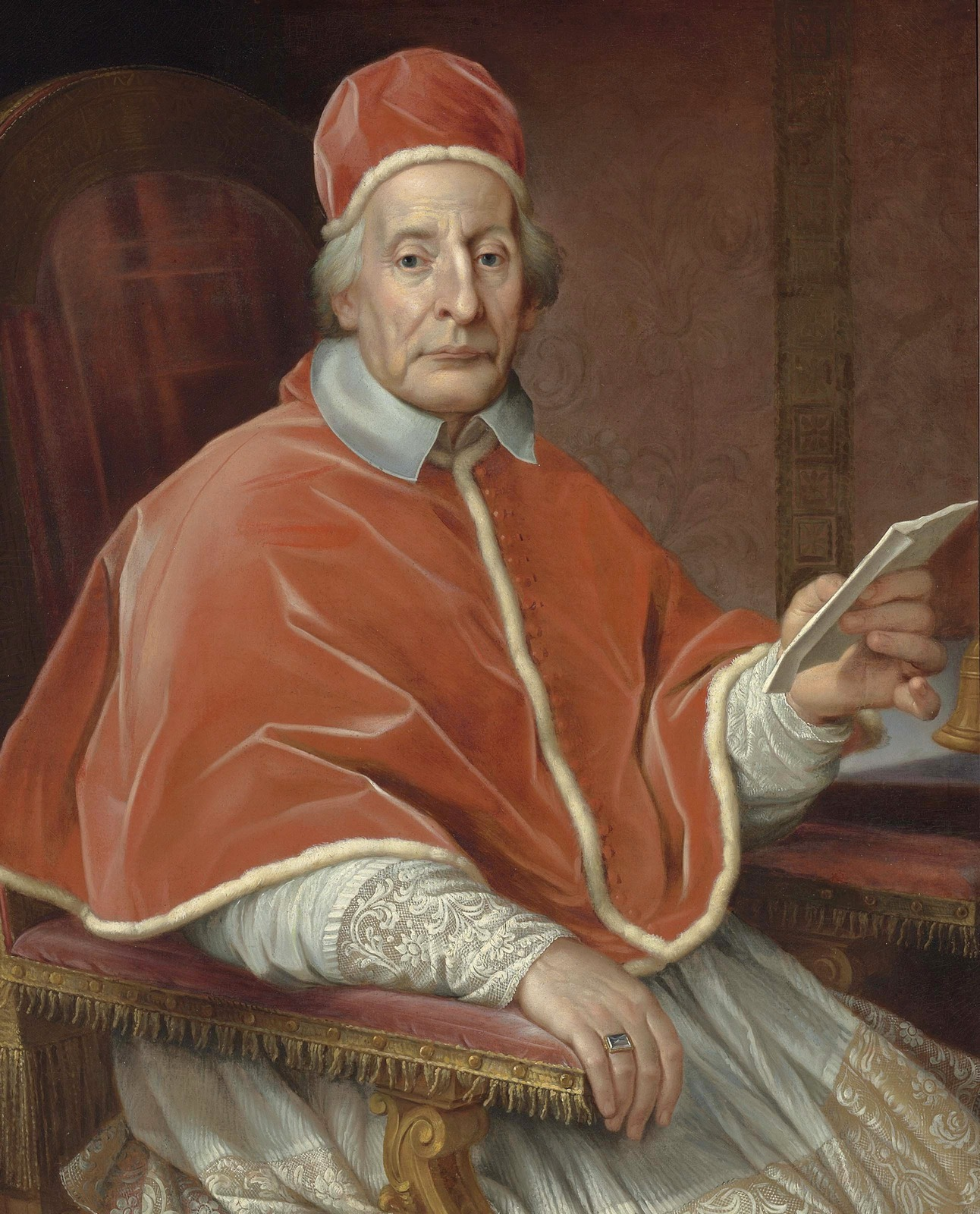
El papa Climent XII concedí al Patriarca de Lisboa la dignitat de cardenal, el 1737.

El 17 de desembre de 1737, se li va concedir la dignitat cardenalícia al Patriarca de Lisboa, mitjançant la butlla "Inter praecipuas apostolici ministerii" de Climent XII.
El 10 d'octubre de 1722, Innocenci XIII, per la butlla Ad regmen Universalis Ecclesix, va concedir el benefici al Patriarca de l'ús de l'hàbit prelatici de seda o llana. Aquest privilegi mai va ser posat en pràctica. El 3 d'octubre de 1738, Climent XII, per la butlla Praeclara charissimi, atorgà a dignataris i canonges que tenien l'ús de la mitra i d'insígnies pontificals, el privilegi d'oratori privat i altar portàtil, a tot el país.
El 13 de desembre de 1740, Benet XIV, per la butlla Salvatoris nostri Mater, va aprovar la unió de les dues diòcesis, l'abolició de govern de l'església com les distincions anteriors. L'antiga seu va ser abolida i s'integrà en el Patriarcat, reduint-se al títol honorífic de Patriarcal sota l'advocació de Santa Maria, amb subjecció a l'obediència del patriarca, els canonges passarien a ser designats com principals. La divisió de la ciutat va ser abolida per decret de D. Joao V, el 31 d'agost de 1741. Aquest any, amb la implementació de la mesura, la diòcesi va ser establerta en la nova patriarcal.
El 17 de novembre de 1742, els canonges es van reunir a l'antiga seu de Lisboa i recitaren per última vegada l'Ofici al cor. Aquell dia va acabar el seu títol, l'hàbit i la residència. En 1746, va ser inaugurad la nova patriarcal.

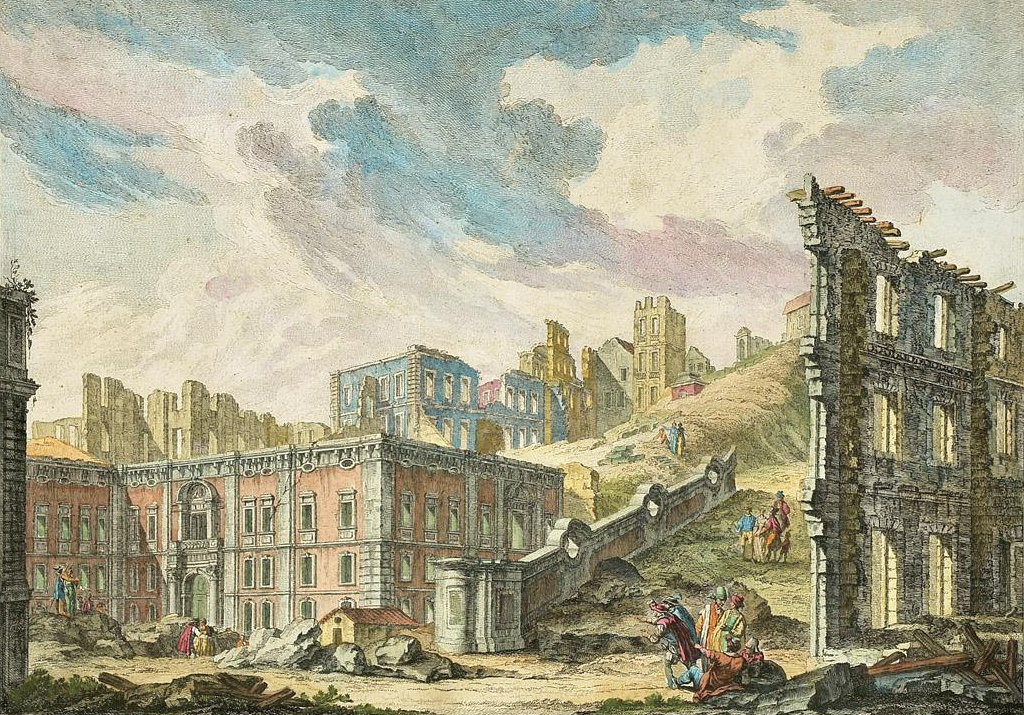
Les runes de la Praça da Patriarcal després del terratrèmol de Lisboa de 1755.

En el terrible any de 1755, any en què Lisboa va ser tràgicament colpejada per un terratrèmol de magnitud 9 en l'escala de Richter, es va ensorrar l'antiga Capella Reial, situada prop de Sant Julià, on estava situada la nova patriarcal. Aquesta no arribà a tenir les seves pròpies instal·lacions, es desplaçà temporalment al Alcantara però incendis successius va causar que es traslladés a Cotovia.
També a causa d'aquest terratrèmol, va ser necessari remodelar el teixit parroquial de Lisboa, amb altres temples i altres límits. La reorganització de les parròquies de la ciutat, feta pel patriarca D. Fernando de Sousa e Silva en 1780, va esdevenir la base d'afegits posteriors. Aquest mateix any, la reina Maria va donar l'antic col·legi dels jesuïtes a Santarém, perquè es fes allà el seminari diocesà. També va ser la reina Maria qui va fer construir la Basílica da Estrela en honor del Sagrat Cor de Jesús.
El 1756 es va iniciar la construcció del nou edifici del Príncipe Real però al març de 1769, en vigílies de la festivitat de l'Esperit Sant, l'edifici cremà pel foc encès a la nit, alguns papers es van mantenir en la casa dels marcs. El lloc es va fer conegut pel nom de "Largo da Patriarcal Queimada". Va ser traslladat a l'Església de Sant Roc i després a l'Església del Monestir de Sant Benet de la Salut. El 31 d'octubre de 1771, en la vigília del dia de Tots Sants, la Patriarcal cremà per un incendi a la casa on guardaven el marcs, posant en perill el patrimoni de la Torre do Tombo instal·lat en una part de l'edifici que Monestir. L'autor del foc pretenia amagar un robatori. El 5 de gener de 1772 va ser traslladat a l'edifici del Monestir de São Vicente de Fora, que donaria lloc a foc nou, aquest cop atiat a la Capella de Nostra Senyora del Pilar. El 1792 s'instal·là a la Capella Reial d'Ajuda.

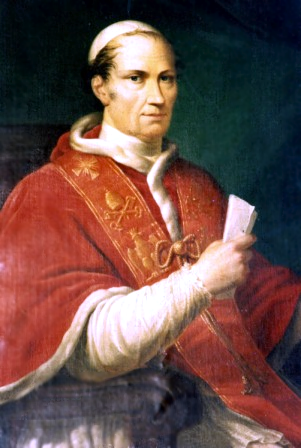
El Papa Lleó XII defensà la conservació de l'Església Patriarcal davant de les temptatives d'extinció pel Govern portuguès d'inicis del.

El 25 d'octubre de 1821, a la reunió de les Corts Constituents es va redactar un projecte de decret sobre l'extinció de la Patriarcal, presentat en la propera reunió del 15 de novembre. Com a solució provisional, Cortés va manar suspendre tota mena de pagament a la Patriarcal el 4 de gener de 1822. S'esperava que es presentés un pla de reforma. El 19 d'agost, l'encarregat de negocis de Portugal a Roma, Carlos Matias Pereira, va ser l'encarregat de demanar a la Santa Seu la supressió del Patriarcat i la restauració de l'antic arquebisbat.
El 28 de febrer de 1823, el Papa Lleó XII defensà amb el Govern portuguès la conservació de la seu Patriarcal.
En 1834, per decret de 4 de febrer, el rei Pere IV, extingí la Santa Església Patriarcal de Lisboa, tenint en compte l'informe de la Secretaria d'Estat d'Assumptes Eclesiàstics i de Justícia, i va restaurar la Basílica de Santa Maria la Major a la categoria de seu arquebisbal metropolitana de la província d'Extremadura. En virtut de l'article 5 de dit decret es va concedir al Cardenal Patriarca de Lisboa el gaudi de les granges i altres edificis annexos a Mitra de Lisboa, abans que l'exbase patriarcal. En virtut de l'article 10 tots els actius de qualsevol tipus pertanyents a l'extinta o a la Basílica Patriarcal de Santa Maria la Major es van incorporar en béns nacionals propis. Les relacions diplomàtiques amb la Santa Seu van ser tallades.
El 10 de gener de 1835, es va remetre al Cardenal-Patriarca una carta real, acompanyada per dos decrets. La carta confirmava el decret del 4 de febrer, i va ordenar la instal·lació d'un nou cabild a la nova seu metropolitana el 22 de gener, festa del màrtir Sant Vicenç, patró de la diòcesi de Lisboa, i va determinar que en l'exercici de les seves funcions, el capítol utilitzés les mateixes robes que els canonges i dels beneficiaris de les altres catedrals del Regne.

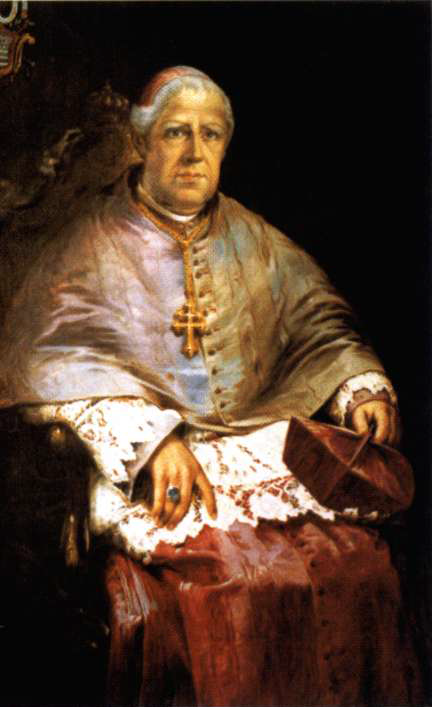
D. Francisco de São Luís Saraiva instituí a Patriarcal l'antiga seu, tal com avui es troba.

El 16 de novembre de 1836 i el 9 de gener de 1837 es van aprovar decrets de reorganització de la Catedral. Les relacions amb la Santa Seu es van veure restablertes.
El 9 de novembre de 1843, mitjançant la butlla "Quamvis aequo" del Papa Gregori XVI es va extingir la Patriarcal i la Basílica, sent substituïdes per la Catedral Patriarcal, on es van unir tots els canonges i els beneficiaris de l'antiguitat, en el temple que havia de ser designat per l'executor de la butlla, el cardenal Saraiva. El 3 de juliol de 1844, en execució de la butlla es va establir la Patriarcal a l'antiga seu, amb el títol de "Seu Patriarcal".
Després de grans trastorns vinculats a les invasions franceses i les Guerres Liberals amb les seves conseqüències, la reorganització de la diòcesi es va deure sobretot al Patriarca Guilherme Henriques de Carvalho al mitjans del segle xix. Va aconseguir reobrir el seminari diocesà de Santarém el 1853. Els seus successors fins a la tercera dècada del segle xx van haver de sostenir la vida catòlica contra grans desafiaments ideològics i institucionals abans i després de la proclamació de la Primera República Portuguesa.

### República Portuguesa
A partir de 1929, el Patriarca D. Manuel Gonçalves Cerejeira va consolidar la vida diocesana, el foment de les vocacions sacerdotals, fundant nous seminaris - Olivais (1931), Almada (1935) i Penafirme (1960)) - multiplicà de les parròquies i la conducció de l'apostolat dels laics. També va ser en el seu temps que es va reobrir la Catedral de Lisboa, després de ser restablerta arquitectònicament.
Després de la clausura del Concili Vaticà II el 1965, hi va haver la necessitat d'una pastoral de la reestructuració a la diòcesi de cara a la profunda renovació que l'Església estava passant. Així, el 18 d'abril de 1966 es publicà el decret per a la creació d'una "comissió preparatòria de la reestructuració pastoral del Patriarcat de Lisboa" amb una crida als bisbes auxiliars, sacerdots, religiosos i laics de contribuir a l'esperada renovació. Aquest comitè va ser el responsable de la reorganització pastoral de la diòcesi, la implementació del consell pastoral diocesà, la secretaria tècnica pastoral del clergat i de la divisió de seguretat del Patriarcat a les zones pastorals.

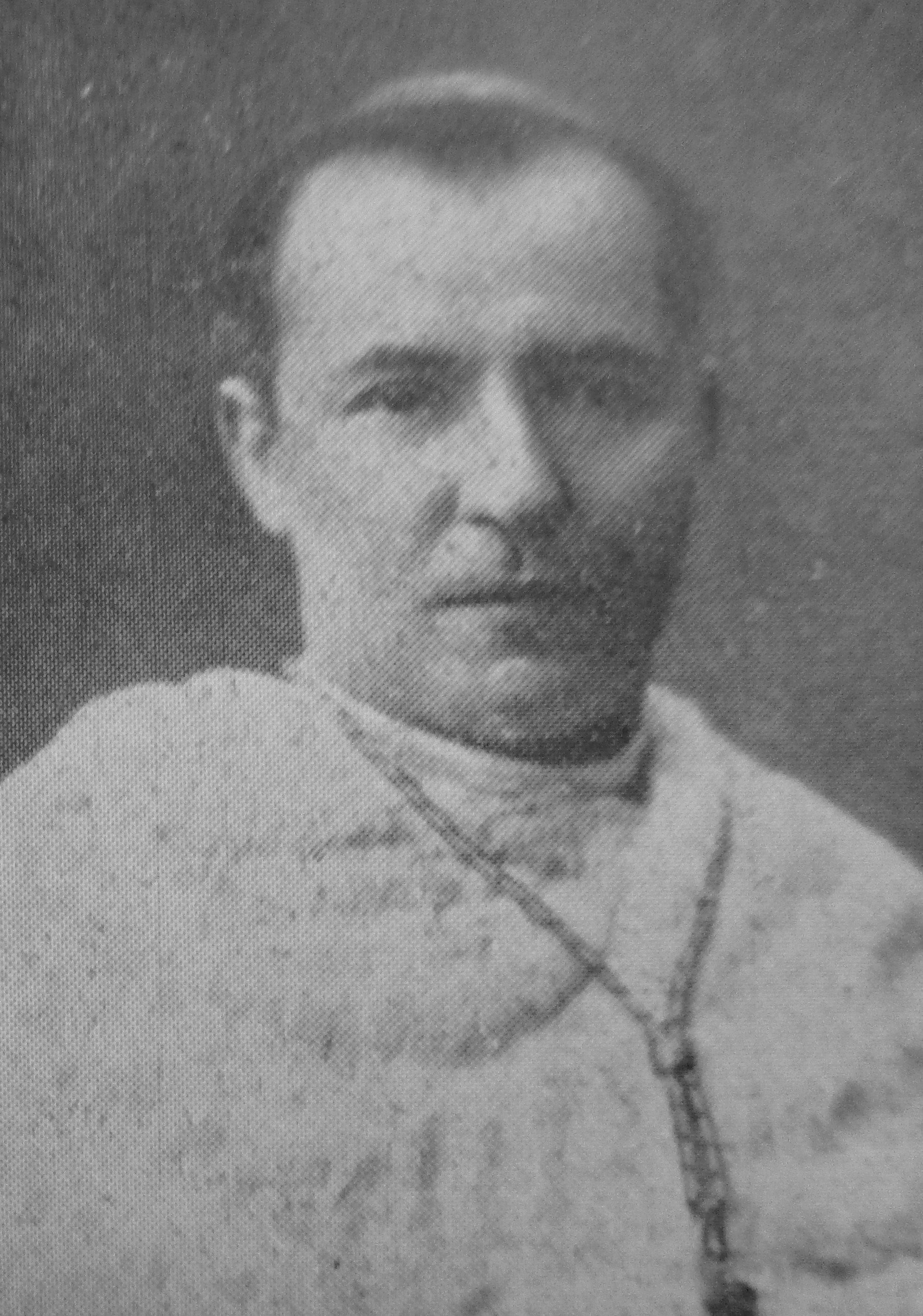
El Cardenal Cerejeira liderà el Patriarcat durant més de 40 anys, i està associat a l'Estat Nou, per haver estat íntim de Salazar.

Per nou decret de 29 de maig de 1966, el Patriarcat es dividí en les regions pastorals de Lisboa, Santarém i Setúbal: la Regió de Lisboa pastoral se subdividí en vuit zones pastorals: quatre zones a la ciutat de Lisboa (Central, Nord, Oriental i Occidental), la zona de Termo (Oeiras, Cascais, Sintra i Loures), zona Oest (Mafra, Sobral, Torres Vedras i Lourinhã), Nord-oest (parròquies del districte de Leiria, de Bombarral a Natzaret) i l'àrea de Ribatejo (restants parròquies Aquest, Cadaval a Vila Franca de Xira). En aquest mateix decret es feu una invitació a tots els sacerdots a formar una assemblea del clergat, com un primer pas cap a l'establiment d'un Consell Presbiteral, tal com es feia en altres diòcesis estrangeres, que tenia a l'agenda la discussió d'un consell pastoral (que comptés amb la presència dels laics), secretariat d'acció pastoral, comissió d'actualització doctrinària, formació apostòlica i la seguretat del clergat.
En 16 de juliol de 1966 es va publicar una disposició per designar els titulars de les tres regions pastorals i les zones pastorals. Van ser nomenats D. António Xavier Monteiro de Castro (vicari general de Lisboa), D. António Campos (vicari general de Santarém) i el Canonge João Alves (vicari episcopal de Setúbal). En 29 de novembre de 1966 es va crear la Secretaria d'Acció Pastoral, presidida pel canonge Manuel Falcão i la Comissió de Seguretat Social i Assistència del Clergat del Patriarcat, presidida pel P. Álvaro Proença. L'1 de gener de 1967 entre altres canvis, s'establí la subdivisió de la Regió Pastoral de Santarém en tres zones: Santarem, Nord i Além-Tejo. El 18 de novembre de 1967 s'establí per decret el Consell Presbiteral. En aquest moment es va decidir pel Patriarca i pel Consell Presbiteral la creació de les noves diòcesis de Santarém i Setúbal. El 5 de maig de 1970 es va crear per decret el Consell Pastoral a manera de prova.
El 1971, D. António Ribeiro va ser nomenat Patriarca de Lisboa, succeint així les gairebé quatre dècades del pontificat de D. Manuel Gonçalves Cerejeira, continuant la feina, en els nous termes exigits pel Concili Vaticà II i del Portugal d'abans i després del 25 abril.

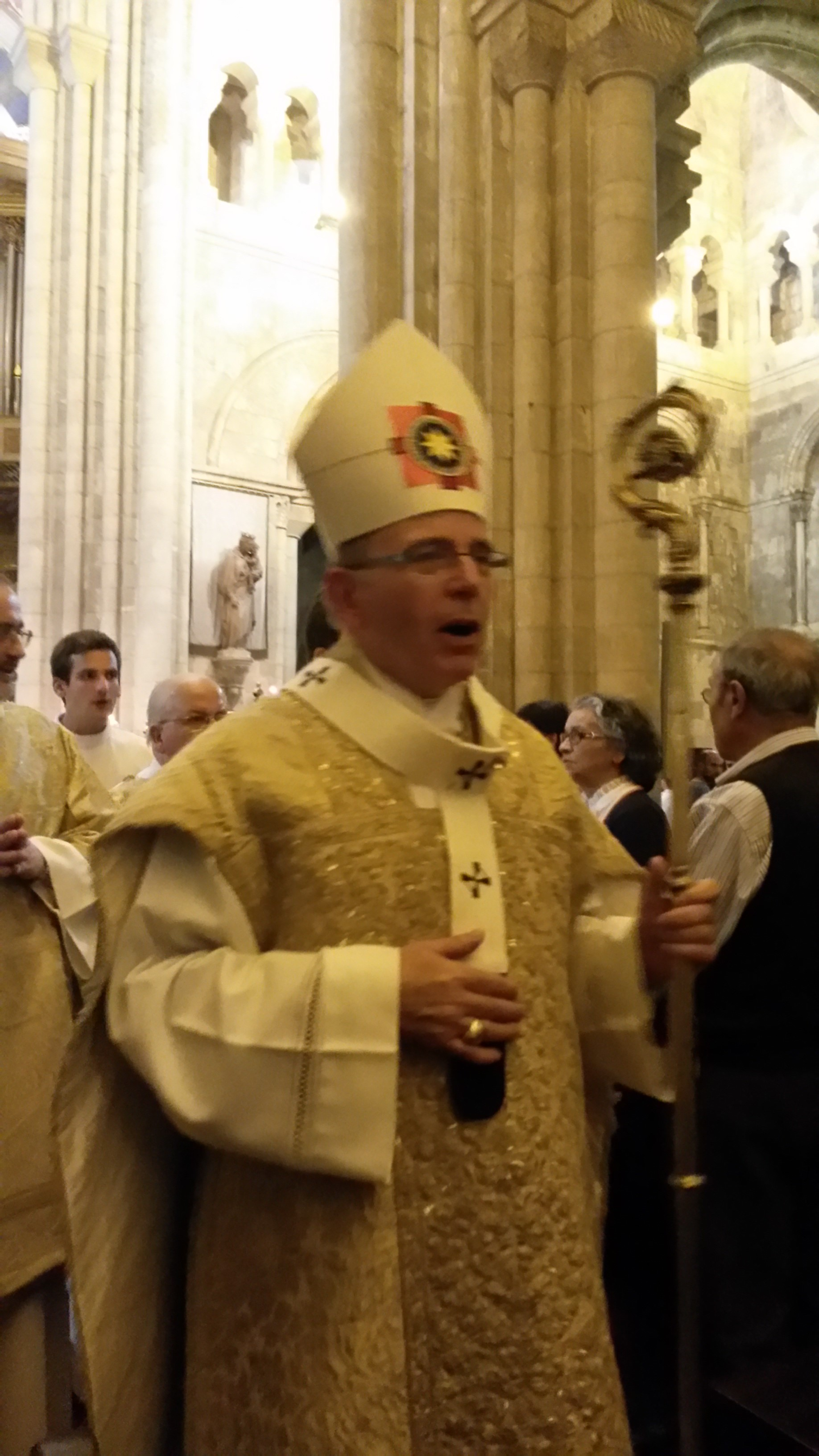
D. Manuel Clemente és l'actual Cardenal-Patriarca de Lisboa.

El 1975, a petició del Patriarca de Lisboa i de la Conferència Episcopal Portuguesa, les diòcesis de Santarém i Setúbal van ser erigits per butlla papal a partir de territori del Patriarcat, deixant-lo confinat en la seva dimensió territorial actual. Per aquesta època, el Sr. António Marcelino Baltasar (bisbe auxiliar del Patriarcat de Lisboa entre 1975 i 1983) va posar la hipòtesi de la creació d'una diòcesi formada pels territoris coberts per l'oest zona pastoral. Tenint en compte l'extensió territorial (de Torres Vedras a Alcobaça), es va arribar a nomenar la ciutat de Caldas da Rainha com a seu per la futura diòcesi. No obstant això, després d'una profunda reflexió amb les comunitats, s'arribà a la conclusió que tot i ser una zona amb una identitat pròpia, es va recomanar que es mantingués unida a la diòcesi de Lisboa. El 1984, D. António Ribeiro va fundar el Seminari de Caparide.
A l'octubre de 1998 el Patriarca D. José Policarpo va transferir els serveis diocesans a l'antic Monestir de São Vicente de Fora, que ja els allotjà entre 1834 i 1910.
A efectes administratius, en l'actualitat i des del 7 de juliol de 2011, el Patriarcat està dividit en 17 vicariats (unitats que, en altres diòcesis, prenen el nom d'arxiprestats), agrupats en tres zones pastorals: Lisboa Ciutat (I - Lisboa Centre II - Lisboa oriental, III – Lisboa occidental i IV - Nord de Lisboa) Zona Termini (Alenquer Amadora, Cascais, Loures, Odivelas, Oeiras, Sacavém, Sintra i Vila Franca de Xira-Azambuja) i Zona Oest (Alcobaça-Nazaré, Caldas Reina-Peniche, Lourinhã, Mafra i Torres Vedras).
En principi, els joves que volen ser sacerdots del Patriarcat de Lisboa fan la seva formació en els seminaris diocesans de Lisboa.
El Patriarcat de Lisboa es troben alguns temples d'importància històrica, entre els quals destaquen la Catedral Patriarcal Metropolitana de Santa Maria la Major, la Basílica del Sagrat Cor de Jesús, la Basílica del Convent de Mafra i la Basílica de la Mare de Déu dels Màrtirs, així com conjunts arquitectònics classificats com a Patrimoni de la Humanitat per la UNESCO com l'església del Monestir de Santa Maria de Belém i l'església de l'Abadia Reial de Santa Maria de Alcobaza.

## Cronologia episcopal

### Bisbes d'Olisipo
- Sant Manços (36), llegendari
- Filipe Filoteu (92), llegendari
- Pedro (I) (166), llegendari
- Pedro (II) (213), llegendari
- Jorge (260), llegendari
- Pedro (III) (297), llegendari
- São Gens, llegendari
- Januário (300), llegendari
- Sant Potâmio (c. 356)
- António (373)
- Neobrídio (430)
- Júlio (461)
- Azulano
- João (500)
- Éolo (536)
- Nestoriano (578)
- Paulo † (citat el 589)
- Goma (o Gomarelo) † (inicis de 610 - finals de 614)
- Viarico (Ubalico o Dialico) † (inicis de 633 - finals de 638)
- Nefrígio (Nefredo o Neofrídio) † (citat el 646)
- Cesário † (citat el 656)
- Teodorico † (citat el 666)
- Ara † (citat el 683)
- Landerico † (inicis de 688 - finals de 693)
- Ildefonso ? † (segle vii)
  - Sede vacante

A causa de la invasió musulmana de la península Ibèrica, la diòcesi de Lisboa va quedar vacant durant algun temps a partir del 716; hi ha referències de l'existència de bisbes mossàrabs a la regió, fins i tot en l'època de la conquesta, el 1147), però no es coneixen els seus noms.

### Bisbes de Lisboa
- Gilbert of Hastings † (abril de 1148 - 27 d'abril de 1164 mort)
- Álvaro † (inicis d'octubre de 1164[9] - 11 de setembre de 1184 mort)
- Soeiro Anes † (1185 - 28 de setembre de 1209 o 1210 mort)
- Soeiro Viegas † (1210 - 9 de gener de 1232 mort)
  - Vicente † (1232 - 1232 renuncià) (bisbe electe)
  - Paio Pais † (circa 1232 - 19 d'abril de 1233 mort) (bisbe electe)
  - João Falberto † (1233 - 1233 deposto) (bisbe electe)
  - Estêvão Gomes † (1234 - 1237) (bisbe electe)
- João † (20 de desembre de 1239 - 1241 mort)
  - Ricardo Guilherme † (1241 - 1241) (bisbe electe)
- Airas Vasques † (1 de març de 1244 - 6 d'octubre de 1258 mort)
- Mateus † (1259 o 1261 - 19 de setembre de 1282 mort)
- Estêvão Anes de Vasconcelos † (31 de maig de 1286 - 1289 jubilat)
- Domingos Anes Jardo † (7 d'octubre de 1289 - 16 de desembre de 1293 mort)
- João Martins de Soalhães † (18 de gener de 1294 - 8 d'octubre de 1313 nomenat arquebisbe de Braga)
- Estêvão, O.F.M. † (8 d'octubre de 1313 - 21 d'agost de 1322 nomenat bisbe de Conca)
- Gonçalo Pereira † (6 de setembre de 1322 - 27 de febrer de 1326 nomenat arquebisbe de Braga)
- João Afonso de Brito † (27 de febrer de 1326 - 25 de juliol de 1342 mort)
- Vasco Martins † (25 de setembre de 1342 - 5 de juliol de 1344 mort)
- Etienne de la Garde † (22 de desembre de 1344 - 17 de març de 1348 nomenat bisbe de Saintes)
- Thibaud de Castillon † (17 de març de 1348 - 28 de maig de 1356 mort)
- Renaud de Maubernard † (20 de juny de 1356 - 25 d'agost de 1358 nomenat bisbe d'Autun)
- Lourenço Rodrigues † (25 d'agost de 1358 - 19 de juny de 1364 mort)
- Pedro Gómez Barroso † (23 de juliol de 1364 - 4 de juny de 1369 nomenat arquebisbe de Sevilla)
- Fernando Álvares † (4 de juny de 1369 - 1371 mort)
- Vasco de Menezes † (16 de juny de 1371 - 11 d'agost de 1371 nomenat arquebisbe de Braga)
- Agapito Colonna † (11 d'agost de 1371 - 3 o 11 d'octubre de 1380 mort)
- Martinho de Zamora † (7 de febrer de 1379 - 6 de desembre de 1383 mort)

### Arquebisbes de Lisboa
- João Anes † (vers 1383 - 3 de maig de 1402 mort)
- João Afonso Esteves da Azambuja † (29 de maig de 1402 - 23 de gener de 1415 mort)
- Diogo Álvares de Brito † (25 de febrer de 1415 - 1422 o 1423 mort)
- Pedro de Noronha † (10 de març de 1423 - 12 d'agost de 1452 mort)
- Luís Coutinho † (15 de novembre de 1452 - inicis de 30 d'abril de 1453 mort)
- Jaume de Portugal † (30 d'abril de 1453 - 27 d'agost de 1459 mort)
- Afonso Nogueira, C.R.S.J.E. † (24 de desembre de 1459 - octubre de 1464 mort)
- Jorge da Costa, O.Cist. † (26 de novembre de 1464 - 28 de juny de 1500 renuncià)
- Martinho da Costa † (28 de juny de 1500 - 28 de novembre de 1521 mort)
- Afons de Portugal II † (20 de febrer de 1523 - 21 d'abril de 1540 mort)
- Fernando de Menezes Coutinho e Vasconcelos † (24 de setembre de 1540 - 7 de gener de 1564 mort)
- Enric de Portugal † (21 de juny de 1564 - 14 de novembre de 1569 renuncià)
- Jorge de Almeida † (14 de novembre de 1570 - 20 de març de 1585 mort)
- Miguel de Castro † (26 de febrer de 1586 - 1 de juliol de 1625 mort)
- Afonso Furtado de Mendonça † (2 de desembre de 1626 - 2 de juny de 1630 mort)
- João Manuel † (24 de novembre de 1632 - 4 de juliol de 1633 mort)
- Rodrigo da Cunha † (3 de desembre de 1635 - 3 de gener de 1643 mort)
  - Sede vacante (1643-1670)
- António de Mendonça † (15 de desembre de 1670 - 16 de febrer de 1675 mort)
- Luiz de Sousa † (2 de desembre de 1675 - 3 de gener de 1702 mort)
- João de Sousa † (1 d'octubre de 1703 - 28 de setembre de 1710 mort)
  - Sede vacante (1710-1716)

### Patriarca de Lisboa Occidental

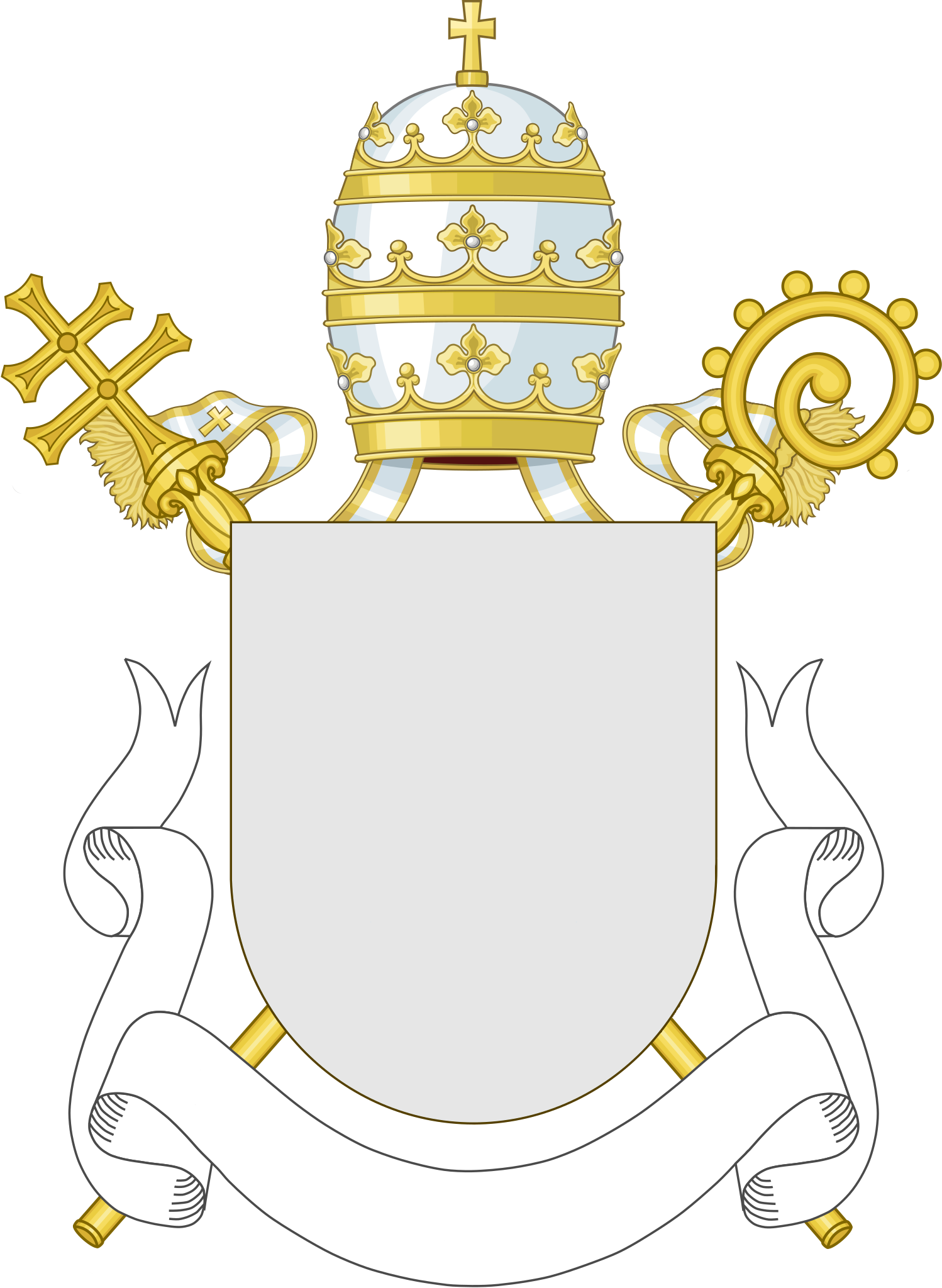

- Tomás de Almeida † (7 de desembre de 1716 - 27 de febrer de 1754 mort)

### Patriarques de Lisboa
- José Manuel da Cámara d'Atalaia † (20 de maig de 1754 - 9 de juliol de 1758 mort)
- Francisco de Saldanha da Gama † (28 de març de 1759 - 1 de novembre de 1776 mort)
  - Sede vacante (1776-1779)
- Fernando de Sousa e Silva † (1 de març de 1779 - 11 d'abril de 1786 mort)
- José Francisco Miguel António de Mendoça † (10 de març de 1788 - 11 de febrer de 1818 mort)
- Carlos da Cunha e Menezes † (23 d'agost de 1819 - 14 de desembre de 1825 mort)
- Patrício da Silva, O.S.A. † (13 de març de 1826 - 3 de gener de 1840 mort)
  - Sede vacante (1840-1843)
- Francisco de São Luiz (Manoel Justiniano) Saraiva, O.S.B. † (3 d'abril de 1843 - 7 de maig de 1845 mort)
- Guilherme Henriques de Carvalho † (24 de novembre de 1845 - 15 de novembre de 1857 mort)
- Manuel Bento Rodrigues da Silva, C.R.S.J.E. † (18 de març de 1858 - 26 de setembre de 1869 mort)
- Inácio do Nascimento Morais Cardoso † (25 d'abril de 1871 - 23 de febrer de 1883 mort)
- José Sebastião d'Almeida Neto, O.F.M. † (9 d'agost de 1883 - 7 de novembre de 1907 renuncià)
- António Mendes Bello † (19 de desembre de 1907 - 5 d'agost de 1929 mort)
- Manuel Gonçalves Cerejeira † (18 de novembre de 1929 - 10 de maig de 1971 jubilat)
- António Ribeiro † (10 de maig de 1971 - 24 de març de 1998 mort)
- José da Cruz Policarpo † (24 de març de 1998 - 18 de maig de 2013 jubilat)
- Manuel José Macário do Nascimento Clemente, des del 18 de maig de 2013

## Estadístiques
A finals del 2012 l'arquebisbat tenia 1.870.000 batejats d'una població total de 2.236.000 persones, corresponents al 83,6% del total.
| any  | Població  | Població  | Població | Sacerdots | Sacerdots | Sacerdots | Sacerdots             | Diaques | Religiosos | Religiosos | Parròquies |
| any  | batejats  | total     | %        | nombre    | regulars  | seculars  | batejats per sacerdot | Diaques | homes      | dones      | Parròquies |
| 1950 | 1.297.000 | 1.621.400 | 80,0     | 440       | 348       | 92        | 2.947                 |         | 369        | 1.059      | 324        |
| 1970 | 2.100.000 | 2.349.992 | 89,4     | 750       | 485       | 265       | 2.800                 |         | 651        | 2.949      | 358        |
| 1980 | 1.950.000 | 2.150.000 | 90,7     | 708       | 371       | 337       | 2.754                 | 1       | 591        | 1.471      | 238        |
| 1990 | 1.935.500 | 2.227.100 | 86,9     | 675       | 366       | 309       | 2.867                 | 21      | 572        | 1.551      | 274        |
| 1999 | 1.894.315 | 2.205.077 | 85,9     | 620       | 322       | 298       | 3.055                 | 25      | 518        | 1.338      | 284        |
| 2000 | 1.894.315 | 2.205.077 | 85,9     | 607       | 319       | 288       | 3.120                 | 31      | 481        | 1.350      | 280        |
| 2001 | 1.894.315 | 2.205.077 | 85,9     | 600       | 309       | 291       | 3.157                 | 30      | 485        | 1.303      | 280        |
| 2002 | 1.927.875 | 2.267.397 | 85,0     | 594       | 307       | 287       | 3.245                 | 32      | 463        | 1.269      | 281        |
| 2003 | 1.927.875 | 2.267.397 | 85,0     | 622       | 326       | 296       | 3.099                 | 38      | 456        | 1.262      | 282        |
| 2004 | 1.966.782 | 2.313.861 | 85,0     | 596       | 325       | 271       | 3.299                 | 39      | 430        | 1.321      | 285        |
| 2011 | 1.869.000 | 2.235.000 | 83,6     | 604       | 330       | 274       | 3.094                 | 79      | 413        | 1.094      | 288        |
| 2012 | 1.870.000 | 2.236.000 | 83,6     | 566       | 315       | 251       | 3.303                 | 84      | 387        | 1.092      | 284        |

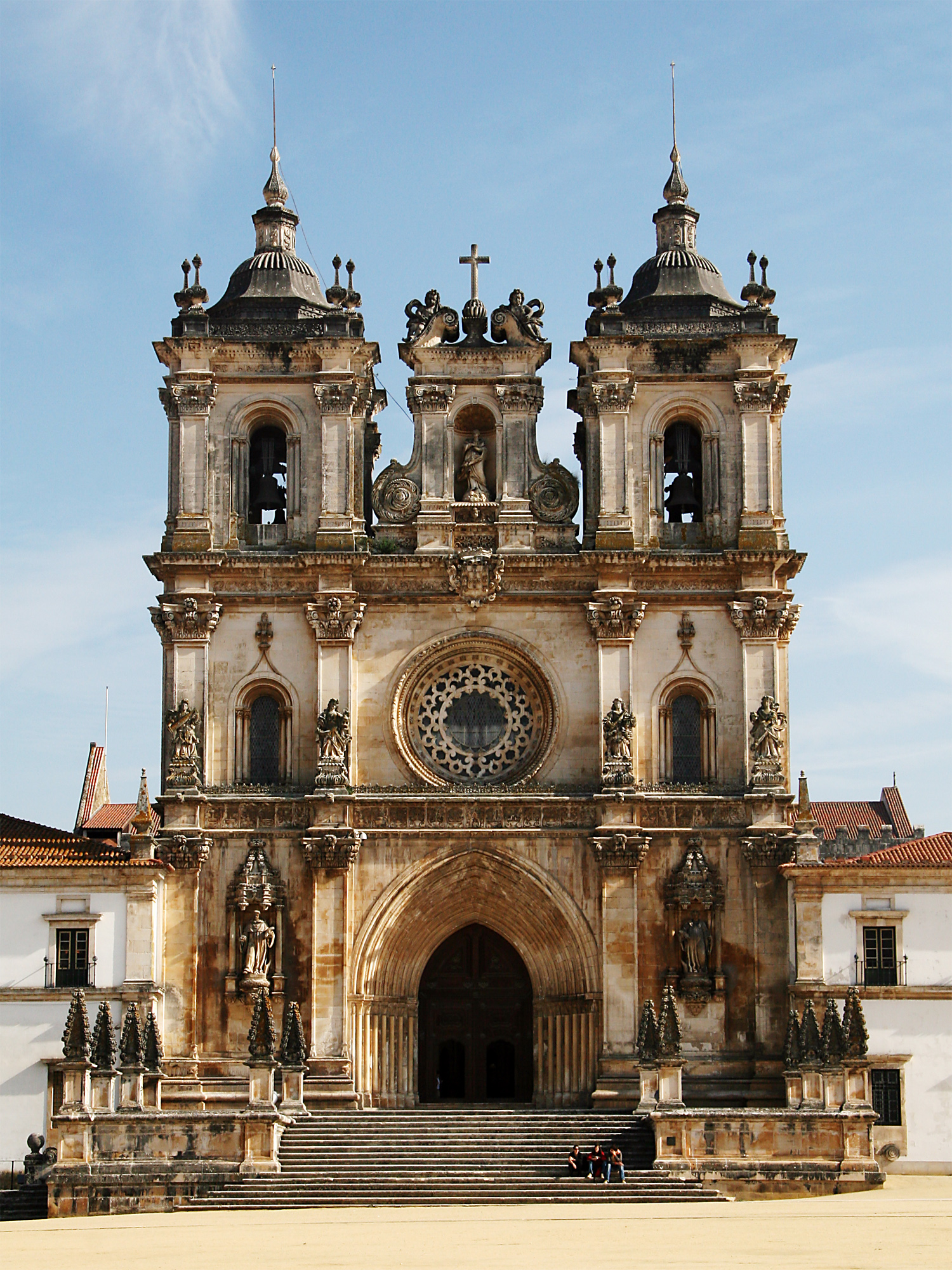
El monestir d'Alcobaça, el primer edifici gòtic de Portugal, patrimoni de la humanitat.
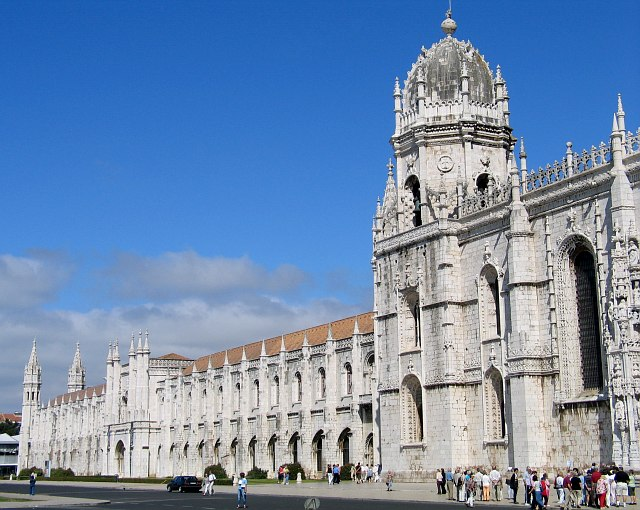
El monestir dos Jerónimos al barri Belém de Lisboa, construït al segle xvi, patrimoni de la humanitat.
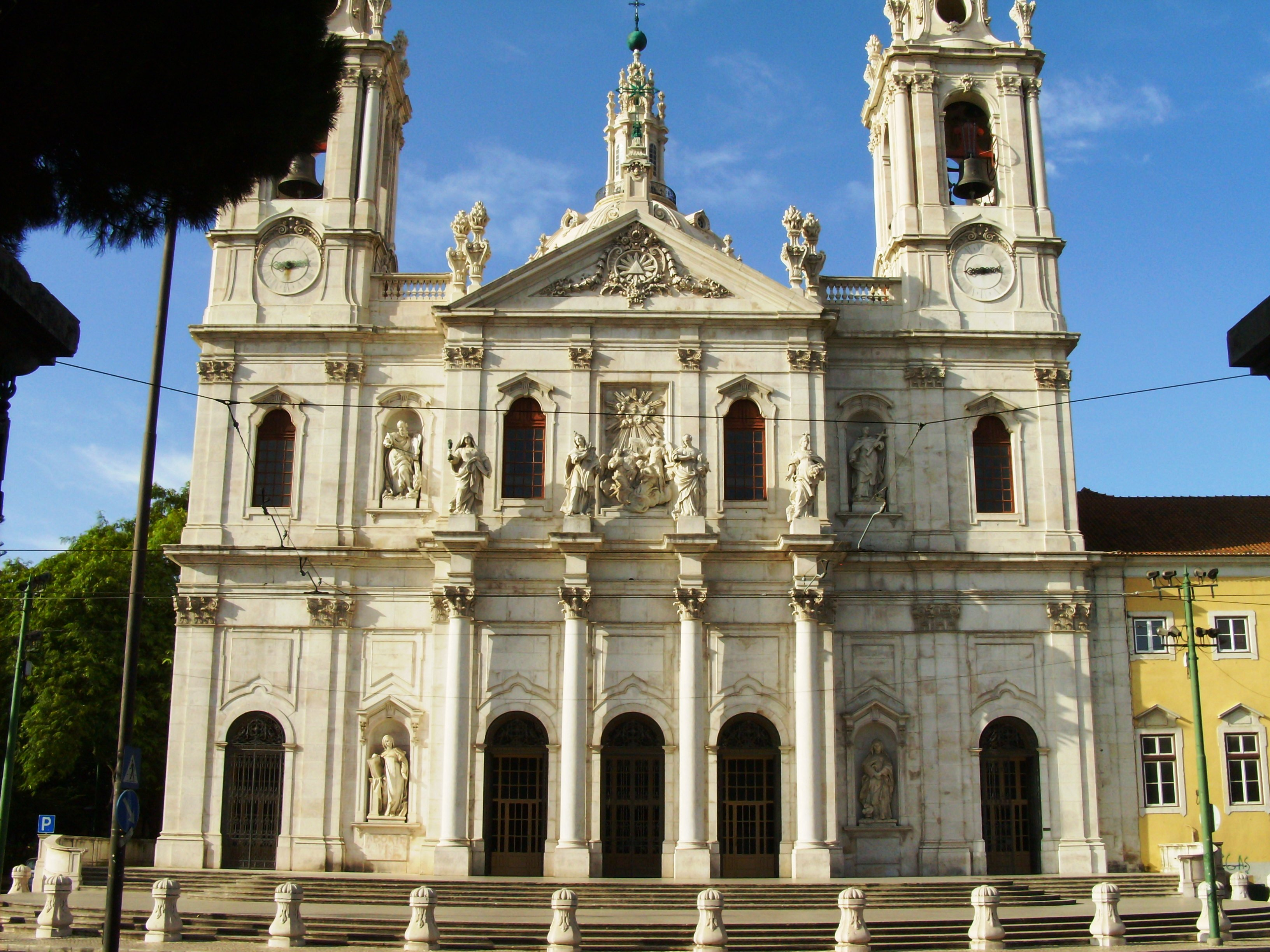
La basílica da Estrela, coneguda també com a "Basílica real i convent del Sacratíssim Cor de Jesús".
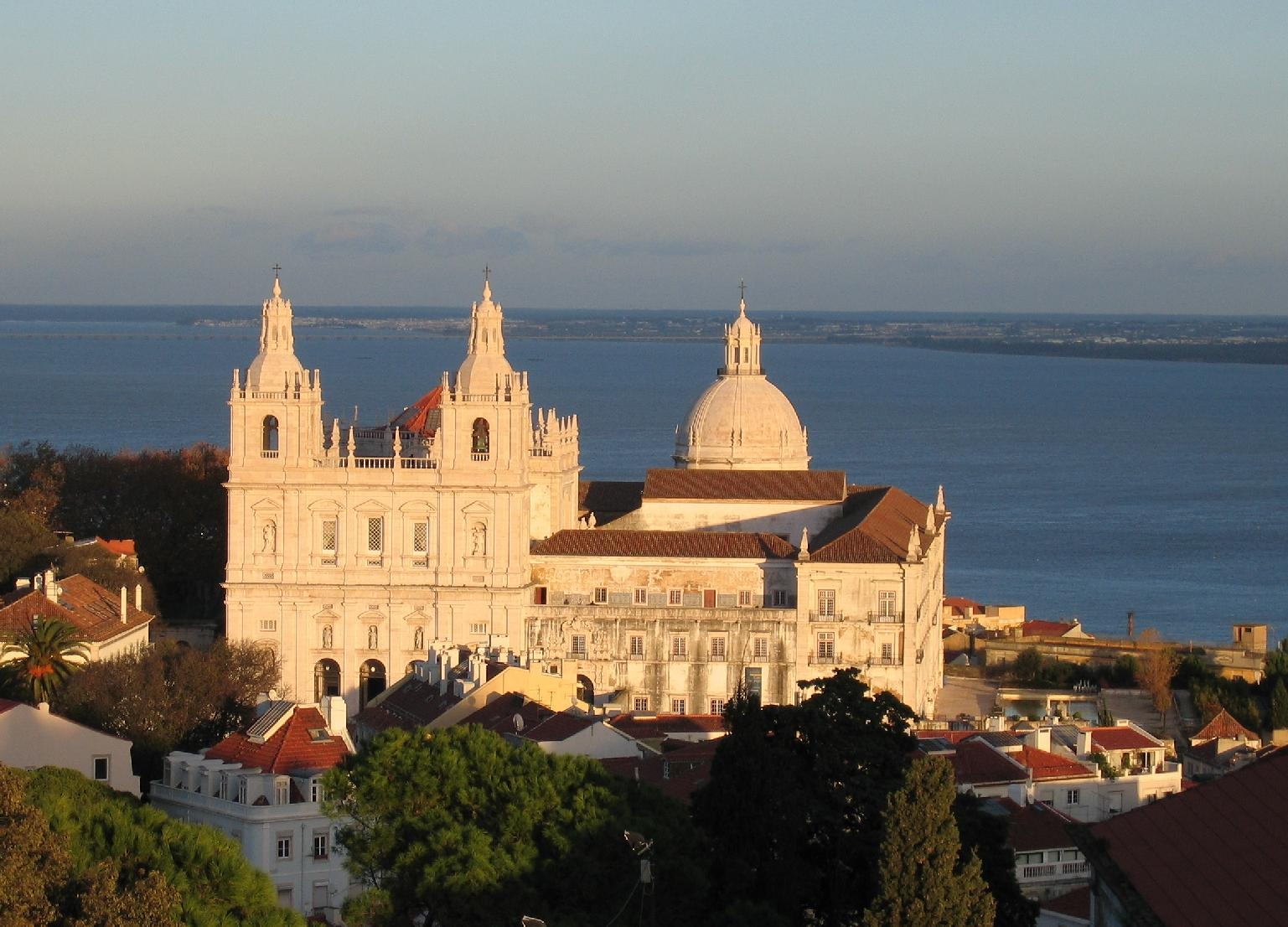
L'església i el monestir de São Vicente de Fora, seu de la cúria patriarcal del 1998.